# Opius fuscicarpus
Opius fuscicarpus är en stekelart som beskrevs av Szepligeti 1913. Opius fuscicarpus ingår i släktet Opius och familjen bracksteklar. Inga underarter finns listade i Catalogue of Life.